# Оценочная функция Тейла – Сена

Оценочная функция Тейла — Сена множества точек выборки (чёрная линия) по сравнению с неробастными методом наименьших квадратов для того же множества (синия линия). Зелёная пунктирная линия представляет истинные данные, из которых выборки были сгенерированы.

В непараметрической статистике существует метод для робастного линейного сглаживания множества точек (простая линейная регрессия), в котором выбирается медиана наклонов всех прямых, проходящих через пары точек выборки на плоскости. Метод называется оценочной функцией Тейла — Сена, оценочной функцией Сена коэффициента наклона, выбором наклона, методом одной медианы, методом Кендалла робастного приближения прямой  и робастной прямой Кендалла — Тейла. Метод назван именами Анри Тейла и Пранаба К. Сена, опубликовавшими статьи об этом методе в 1950 и 1968 соответственно, а также именем Мориса Кендалла.
Эта оценочная функция может быть эффективно вычислена и она нечувствительна к выбросам. Она может быть существенно более точна, чем неробастный метод наименьших квадратов для несимметричных и гетероскедастичных данных и хорошо конкурирует с неробастным методом наименьших квадратов даже для нормально распределенных данных в терминах статистической мощности. Метод признан «наиболее популярной непараметрической техникой оценки линейного тренда».

## Определение
Как определил Тейл, оценочная функция Тейла — Сена множества точек на плоскости (xi,yi) — это медиана m коэффициентов наклона (yj − yi)/(xj − xi) по всем парам точек выборки. Сен расширил это определение для обработки случая, когда две точки имеют одинаковые координаты x. По определению Сена медиана коэффициентов наклона берётся только по парам точек, имеющих различные координаты x.
Когда наклон m вычислен, можно определить прямую из точек выборки путём выбора точки b пересечения оси y, равной медиане значений yi − mxi . Как заметил Сен, это оценочная функция, которая делает τ-коэффициент ранговой корреляции Кендалла сравнения xi с остатком i-го наблюдения приблизительно равным нулю.
Доверительный интервал для оценки угла наклона может быть определён как интервал, содержащий средние 95 % значений коэффициентов наклона прямых, проходящих через пары точек, и может быть быстро оценён семплированием пар и определением 95%-го интервала семплированных коэффициентов наклона. Согласно численному моделированию, выборка примерно 600 пар точек достаточна для определения точного доверительного интервала.

## Вариации
Вариантом оценочной функции Тейла — Сена по Сигелу определяет для каждой точки выборки (xi,yi) медиану mi коэффициентов наклона (yj − yi)/(xj − xi) прямых, проходящих через эту точку, а затем вычисляется общая оценочная функция как медиана этих медиан.
Другой вариант выбирает пары точек выборки по рангу их x-координат (точке с наименьшей координатой выбирается в пару первая точка выше координаты медианы и т. д.), затем вычисляются коэффициенты наклона прямых, определяемых этими парами точек.
Изучаются также варианты оценочной функции Тейла — Сена, базирующиеся на взвешенных медианах, основанные на принципе, что пары выборок, x-координаты которых отличаются больше, более вероятно имеют более точный наклон, а потому должны иметь больший вес
Для сезонных данных может быть уместным сглаживать сезонные переменные в данных путём отбора пар точек выборки, которые принадлежат одному месяцу или тому же сезону года, а уж затем вычислять медиану коэффициентов наклона прямых, определённых этими ограниченными парами.

## Статистические свойства
Оценочная функция Тейла — Сена является несмещённой оценкой истинного наклона в простой линейной регрессии. Для многих распределений неслучайной ошибки эта оценочная функция имеет высокую асимптотическую эффективность относительно метода наименьших квадратов. Оценочные функции с низкой эффективностью требуют больше независимых наблюдений, чтобы достичь той же дисперсии, что и при эффективных несмещённых оценочных функциях.
Оценочная функция Тейла — Сена более робастна, чем оценочная функция метода наименьших квадратов, поскольку она существенно более устойчива к выбросам. Она имеет порог {\displaystyle 1-{\frac {1}{\sqrt {2}}}\approx 29.3\%}, что означает, что она может допустить искажение до 29,3 % входных данных без уменьшения точности. Однако порог уменьшается для многомерных обобщений метода. Более высокий порог, 50 %, имеется у другого робастного алгоритма линейной оценки, повторной медианной оценочной функции Сигела.
Оценочная функция Тейла — Сена является эквивариантной при любом линейном преобразовании её переменных отклика, что означает, что преобразование данных с последующим построением оценивающей прямой и построение прямой с последующим преобразованием данных приводит к одинаковым результатам. Однако оценочная функция не является эквивариантной при одновременном аффинном преобразовании как предикторных переменных, так и переменных отклика.

## Алгоритмы
Медиана коэффициента наклона множества n точек выборки может быть вычислена точно путём вычисления всех O(n2) прямых через пары точек и применения алгоритма линейного времени для выбора медианы. Альтернативно, значение может быть оценено путём выборки пар точек. Задача эквивалентна, согласно проективной двойственности, задаче нахождения точки пересечения конфигурации прямых, которой принадлежит медиана x координат среди всех таких точек пересечения.
Задача выбора коэффициента наклона точно, но эффективнее, чем грубый квадратичный перебор, интенсивно изучалась в вычислительной геометрии. Известны некоторые другие методы точного вычисления оценочной функции Тейла — Сена за время O(n log n) либо детерминированно, либо с использованием вероятностных алгоритмов. Повторная медианная оценка Сигела может быть также построена эффективно за то же время. В моделях вычислений, в которых входные координаты являются целыми числами и битовые операции над целыми числами берут постоянное время, задача может быть решена даже быстрее, с математическим ожиданием времени вычисления {\displaystyle O(n{\sqrt {\log n}})}.
Оценочная функция коэффициента наклона с примерным рангом медианы, имеющая тот же порог, что и оценочная функция Тейла — Сена, может быть получена в поточной модели данных (в которой точки выборки обрабатываются алгоритмом одна за другой, и алгоритм не имеет достаточной памяти для постоянного хранения всего множества данных), используя алгоритм, основанный на ε-сетях.

## Приложения
Оценочная функция Тейла — Сена была использована в астрономии ввиду возможности работать с цензурированными моделями регрессии. Фернандес и Леблан предложили использовать её в биофизике дистанционного зондирования, такого как оценка листовой поверхности путём измерения отражения, ввиду «простоты вычисления, аналитической оценки доверительного интервала, робастности по отношению к выбросам, проверяемые допущения относительно погрешности и … ограниченной априори информации относительно ошибок измерения». Для измерения сезонных данных окружающей среды, таких как качество воды, был предложен сезонный вариант оценочной функции Тейла — Сена как более предпочтительный по сравнению с методом наименьших квадратов, поскольку он даёт более высокую точность в случае асимметричных данных. В информатике метод Тейла — Сена использовался для оценки тренда устаревания программного обеспечения. Другое применение теста Тейла — Сена наблюдается в метеорологии и климатологии, где используется для оценки устойчивых тенденций направления и скорости ветров.